# Vila Cortês da Serra
Vila Cortês da Serra ist eine Gemeinde (Freguesia) im portugiesischen Kreis Gouveia. In ihr leben 202 Einwohner (Stand 19. April 2021).